# Polina Karika
Polina Yevguenivna Karika (en ucraniano: Поліна Євгенівна Каріка; Zaporiyia, 25 de junio de 2005) es una deportista ucraniana que compite en gimnasia rítmica, en la modalidad individual. Ganó dos medallas de plata en el Campeonato Europeo de Gimnasia Rítmica, en los años 2023 y 2025, ambas en la prueba por equipo.

## Palmarés internacional
| Campeonato Europeo | Campeonato Europeo | Campeonato Europeo | Campeonato Europeo |
| Año                | Lugar              | Medalla            | Prueba             |
| ------------------ | ------------------ | ------------------ | ------------------ |
| 2023               | Bakú (Azerbaiyán)  | Medalla de plata   | Equipo             |
| 2025               | Tallin (Estonia)   | Medalla de plata   | Equipo             |